# Мачнев, Дмитрий Константинович
Дмитрий Константинович Мачнев (1904—1987, Мариуполь) — военный советских времен, гвардии генерал-майор авиации, почетный гражданин Мариуполя (1975).

## Биография
Рано остался сиротой, подростком начал работать в сельскохозяйственной коммуне села Никольское Астраханской губернии, где тогда проживал.
Окончил советскую партийную школу, с 1926 года — член КПСС. Работал волостным организатором комсомола, пропагандистом при Астраханском губкоме партии. Призван в ряды армии, окончил годичные курсы младших командиров, уволился в звании командира стрелкового взвода. Работает на Ставрополье, потом учился в Северо-Кавказском университете Ростова-на-Дону. С 1932 года — кадровый военный, политрук.
С 1938 года работает в Сталинградском военном авиаучилище, там же овладел специальностью штурмана бомбардировочной авиации.
С началом немецко-советской войны вводится институт в армии институт военных комиссаров, Мачнев становится военным комиссаром 216-й истребительной авиационной дивизии.
Принимал участие в авианалётах во время освобождения от нацистских оккупантов Донбасса и Приазовья в сентябре 1943 года, также был руководителем политотдела 9-й гвардейской авиационной дивизии.
По окончании войны продолжил службу в военной авиации — начальник политотдела соединения, член Военного совета ВВС округа, генерал.
В 1957 году уволился по болезни из армии, проживал в Сочи. 1973 переехал в Жданов (ныне Мариуполь).
В 1975 году Ждановский городской совет за его участие в освобождении города от нацистских войск присваивает ему звание почетного гражданина города.

## Награды
- Орден Ленина
- Три ордена Красного Знамени
- Орден Богдана Хмельницкого II степени
- Два ордена Отечественной войны I степени
- Два ордена Красной Звезды
- Медаль «За оборону Кавказа»